# Neachrostia diapera
Neachrostia diapera là một loài bướm đêm trong họ Noctuidae.